# Le Fils du Nil
Pour plus de détails, voir Fiche technique et Distribution.
Le Fils du Nil (Ibn el Nil) est un film égyptien réalisé par Youssef Chahine, sorti en 1951.

## Fiche technique
- Titre : Le Fils du Nil
- Titre original : Ibn el Nil
- Réalisation : Youssef Chahine
- Pays d'origine : Égypte
- Format : Noir et blanc - Mono - 35 mm
- Genre : Drame, romance et thriller
- Date de sortie : 1951

## Distribution
- Yehia Chahine : frère de Hemaida
- Mahmoud El-Meliguy
- Nader Galal : fils de Zebaida et Hemaida
- Faten Hamama : Zebaida
- Choukri Sarhane : Hemaida

## Distinctions
Le film a été présenté en sélection officielle en compétition au Festival de Cannes 1952.